# 洛桑世界宣教大會

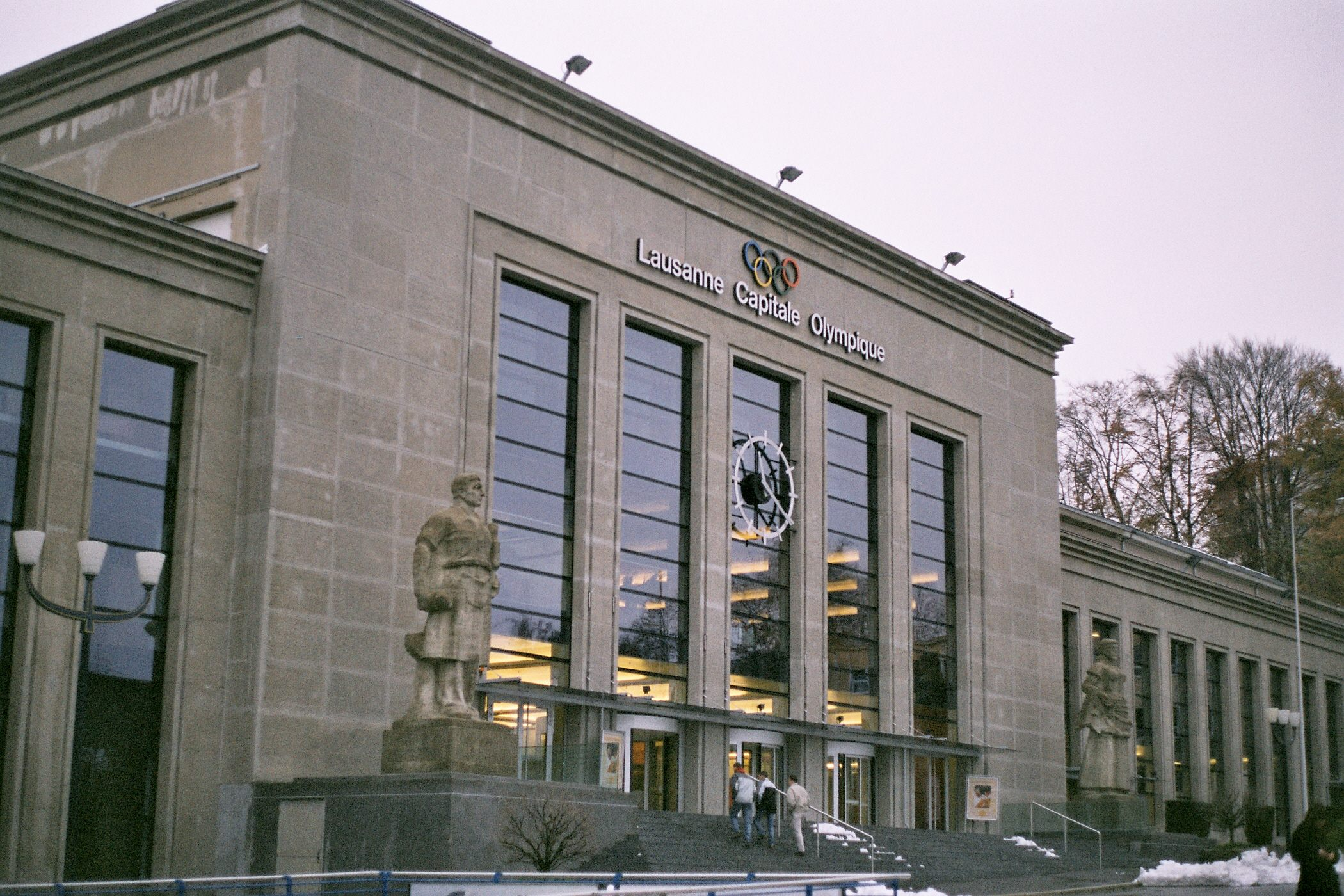
第一屆大會於洛桑蟠龍宮舉行

洛桑世界福音宣教大會（洛桑大會 、Lausanne Congress、ICOWE）是全球性基督教團體，共同聚集探討向世界各地推廣福音事工所面臨的議題，希望藉由世界各地基督徒「參與全球對話，尋求全球解決方案」。第一屆世界福音宣教大會於1974年在瑞士洛桑舉行，被統稱洛桑福音大會。

## 背景
1966年經由葛培理佈道團（Billy Graham Evangelistic Association）及今日基督教雜誌（Christianity Today magazine）的贊助及組織，在德國柏林舉行過一次全球性福音議會 （WORLD CONGRESS ON EVANGELISM），會中首次將全球各處新教福音派的基督徒聚集
於一堂，希望增加彼此間的認識，交換工作心得以及建立未來合作關係。會中多人發表書面報告，介紹當前福音在非洲亞洲拉丁美洲各處爆炸性的成長，使得教會重心從西方社會，開始轉向非西方社會。會中美國宣教士拉結·聖吉帶著兩位厄瓜多爾的華歐拉尼人原住民作見證，他們曾在10年前奧卡族事件時，殺害5位美國傳教士，後來接受信仰成為基督徒。本故事在2006年被改編成電影《茅尾》。會中還有葛培理、約翰·斯托得法蘭西斯·薛佛、猶太人大屠殺的難民科里·坦恩·布姆……等人報告。
會中決定將來再度聚集全球基督徒，舉行全球性福音宣教大會。

## 第一屆世界福音宣教大會
1972年10月決定在瑞士洛桑舉行會議，1972年4月決定大會主題：「眾人都要聽到祂的聲音」（Let the earth hear His voice）1974年7月16日-7月25日正式在洛桑舉行第一屆世界福音宣教大會，從全球150國家，2,700位基督徒參見了此次世界宣教會議。
此次會議發佈了由約翰·斯托得所率領的起草委員會所定稿的「洛桑公約」（Lausanne Covenant），成為近代福音教派最具影響力的文件。大會之後成立常設性的「洛桑世界宣教委員會」。
會議之後，對中國促進中華福音會的興起。

## 第二屆世界福音宣教大會
1989年在菲律賓馬尼拉舉行第二屆世界福音宣教大會（Lausanne II or Lausanne '89），有4,000多基督徒參見，會議中重提擴充第一屆世界福音宣教大會的「洛桑公約」，並且公佈了「馬尼拉宣言」（Manila Manifesto），及其它論文。
會議中路易士·布希提出「10/40窗口」一詞，說明居住在北緯10度到40度之間的居民，他們生活貧窮，生活品質低落。95%的人信仰伊斯蘭教、印度教、佛教、道教、孔教、泛靈論、無神論…，得不到基督教信仰資源。
這次會議主要討論全球福音化的步驟、進程、辦法及可用資源。讓教會加強社會服務工作，走向每一個族群，特別是貧窮人的社服工作。

## 第三屆世界福音宣教大會
2010年10月16至25日在南非開普敦國際會議中心舉行第三屆世界福音洛桑會議，有來自198個國家、300多個族群，4,000多位參會者，及1,000位特邀來賓、觀察員，每天以八種語言同步翻譯進行。大會主題為「神在基督裡，叫世人與自己和好」，重申要將完整的福音傳給整個的世界，討論當前科技、生物倫理、恐怖主義和環境等議題，教會、政治、社會和文化的變化，及面對對抗福音、敵對教會勢力的挑戰與因應措施。葛培理、約翰·斯托得繼續參加此次大會並發表演說。
討論主題：
- 更能體會基督裡的合一
- 更清楚明白福音
- 更有智慧安排福音工作的優先次序

此次會議邀請中國基督教協會及三自愛國教會的基督徒參加，但是兩會不願意簽署《洛桑信約》，以致大會改用觀察員身份邀請兩會派員赴會。結果中國兩會沒有派出任何代表出席，其它非兩會基督徒也被中国官方限制出席。

## 外部連結
- LAUSANNE I 1974
- THE LAUSANNE COVENANT 1974 （页面存档备份，存于）
- Lausanne II 1989
- Lausanne  Manifesto 1989
- 向食人族傳福音,犧牲左5條生命 YouTube （页面存档备份，存于）
- End of The Spear Clip YouTube